# Vitan
Vitan je naselje v Občini Ormož.